# Model de dades

Visió general d'un context de modelització de dades: el model de dades es basa en dades, relació de dades, semàntica de dades i restricció de dades. Un model de dades proporciona els detalls de la informació que s'ha d'emmagatzemar i és d'ús principal quan el producte final és la generació de codi de programari informàtic per a una aplicació o la preparació d'una especificació funcional per ajudar a prendre una decisió de compra o compra de programari informàtic. La figura és un exemple de la interacció entre processos i models de dades.

Un model de dades és un model abstracte que organitza elements de dades i estandarditza com es relacionen entre si i amb les propietats de les entitats del món real. Per exemple, un model de dades pot especificar que l'element de dades que representa un cotxe estigui compost per una sèrie d'altres elements que, al seu torn, representen el color i la mida del cotxe i defineixen el seu propietari.
L'activitat professional corresponent s'anomena generalment modelització de dades o, més concretament, disseny de bases de dades. Normalment, els models de dades els especifica un expert en dades, un especialista en dades, un científic de dades, un bibliotecari de dades o un investigador de dades. Un llenguatge de modelatge de dades i una notació sovint es representen en forma gràfica com a diagrames.
Un model de dades de vegades es pot denominar estructura de dades, especialment en el context dels llenguatges de programació. Els models de dades sovint es complementen amb models funcionals, especialment en el context dels models empresarials.
Un model de dades determina explícitament l'estructura de les dades; per contra, les dades estructurades són dades organitzades segons un model de dades explícit o una estructura de dades. Les dades estructurades contrasten amb les dades no estructurades i les dades semiestructurades.
La gestió de grans quantitats de dades estructurades i no estructurades és una funció principal dels sistemes d'informació. Els models de dades descriuen els aspectes d'estructura, manipulació i integritat de les dades emmagatzemades en sistemes de gestió de dades, com ara bases de dades relacionals. També poden descriure dades amb una estructura més fluixa, com ara documents de processament de textos, missatges de correu electrònic, imatges, àudio digital i vídeo: XDM, per exemple, proporciona un model de dades per a documents XML.

## El paper dels models de dades

Com ofereixen beneficis els models de dades

L'objectiu principal dels models de dades és donar suport al desenvolupament de sistemes d'informació proporcionant la definició i el format de les dades. Segons West i Fowler (1999), "si això es fa de manera coherent entre els sistemes, es pot aconseguir la compatibilitat de les dades. Si s'utilitzen les mateixes estructures de dades per emmagatzemar i accedir a les dades, diferents aplicacions poden compartir dades. Els resultats d'això s'indiquen més amunt. Tanmateix, els sistemes i les interfícies sovint costen més del que haurien de construir, operar i mantenir. També poden limitar el negoci en lloc de donar-hi suport. Una de les causes principals és que la qualitat dels models de dades implementats en sistemes i interfícies és deficient".

## Tipus

### Model de base de dades
Un model de base de dades és una especificació que descriu com s'estructura i utilitza una base de dades.
S'han suggerit diversos models d'aquest tipus. Els models comuns inclouen:
Model pla
És possible que no es pugui considerar estrictament un model de dades. El model pla (o taula) consta d'una matriu única i bidimensional d'elements de dades, on se suposa que tots els membres d'una columna donada són valors similars i que tots els membres d'una fila estan relacionats entre si.
Model jeràrquic
El model jeràrquic és similar al model de xarxa, excepte que els enllaços del model jeràrquic formen una estructura d'arbre, mentre que el model de xarxa permet gràfics arbitraris.
Model de xarxa
Aquest model organitza les dades mitjançant dos constructes fonamentals, anomenats registres i conjunts. Els registres contenen camps i els conjunts defineixen relacions d'un a molts entre registres: un propietari, molts membres. El model de dades de xarxa és una abstracció del concepte de disseny utilitzat en la implementació de bases de dades.
Model relacional
és un model de base de dades basat en la lògica de predicats de primer ordre. La seva idea principal és descriure una base de dades com una col·lecció de predicats sobre un conjunt finit de variables de predicats, descrivint les restriccions sobre els possibles valors i combinacions de valors. El poder del model de dades relacionals rau en els seus fonaments matemàtics i en un paradigma senzill a nivell d'usuari.
Model objecte-relacional
Similar a un model de base de dades relacional, però els objectes, les classes i l'herència s'admeten directament als esquemes de bases de dades i al llenguatge de consulta.
Modelatge objecte-rol
Un mètode de modelització de dades que s'ha definit com a "lliure d'atributs" i "basat en fets". El resultat és un sistema verificablement correcte, del qual es poden derivar altres artefactes comuns, com ERD, UML i models semàntics. Les associacions entre objectes de dades es descriuen durant el procediment de disseny de la base de dades, de manera que la normalització és un resultat inevitable del procés.
Esquema estrella
L'estil més senzill d'esquema de magatzem de dades. L'esquema estrella consisteix en unes quantes "taules de fets" (possiblement només una, que justifica el nom) que fan referència a qualsevol nombre de "taules de dimensions". L'esquema estrella es considera un cas especial important de l'esquema del floc de neu.

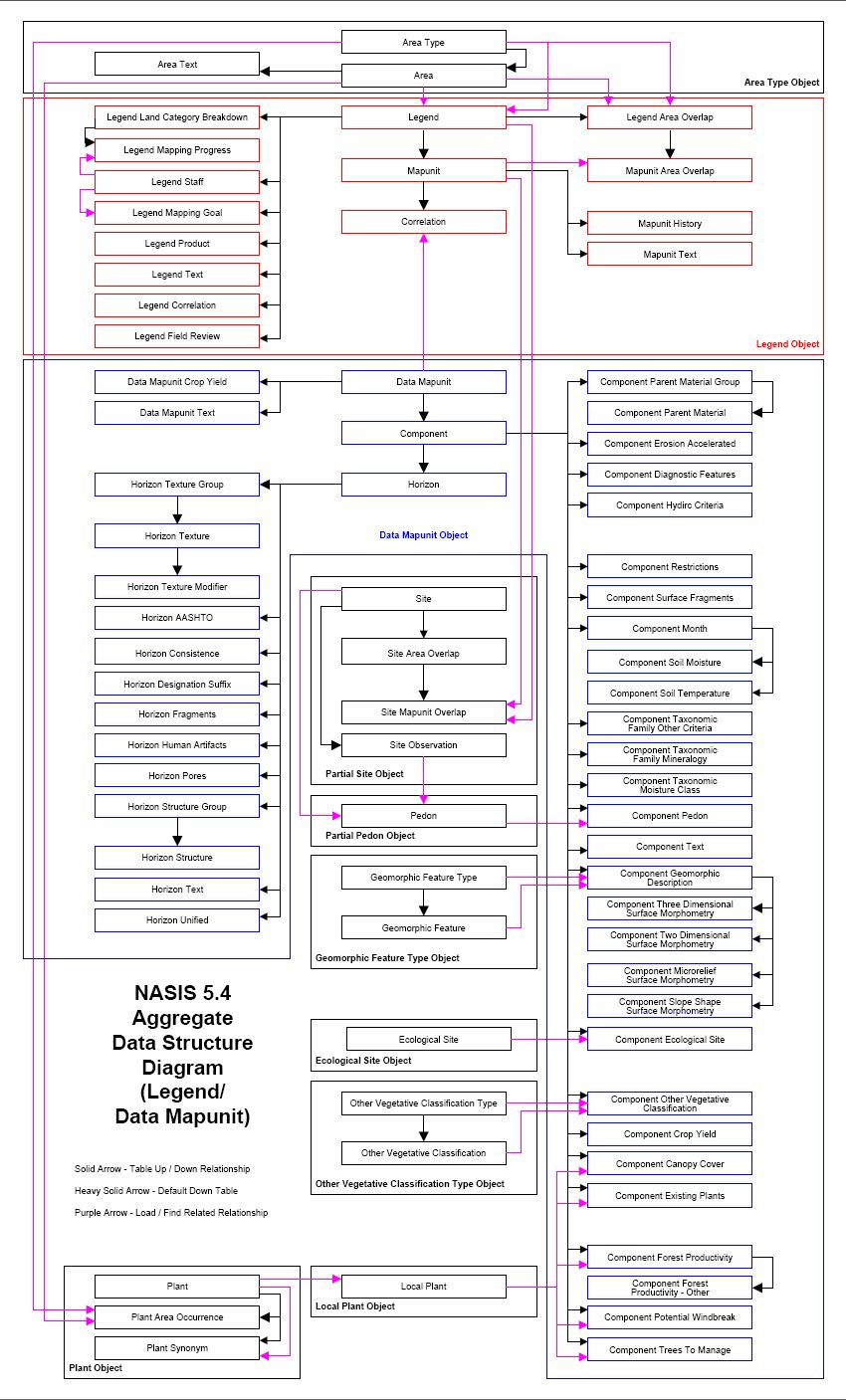
Exemple de diagrama d'estructura de dades

### Diagrama d'estructura de dades
Un diagrama d'estructura de dades (DSD) és un diagrama i un model de dades que s'utilitza per descriure models de dades conceptuals proporcionant notacions gràfiques que documenten les entitats i les seves relacions, i les restriccions que les uneixen. Els elements gràfics bàsics dels DSD són requadres, que representen entitats, i fletxes, que representen relacions. Els diagrames d'estructura de dades són més útils per documentar entitats de dades complexes.
Els diagrames d'estructura de dades són una extensió del model entitat-relació (model ER). En els DSD, els atributs s'especifiquen dins dels quadres d'entitats i no fora d'ells, mentre que les relacions es dibuixen com a caixes compostes d'atributs que especifiquen les restriccions que uneixen les entitats. Els DSD es diferencien del model ER perquè el model ER se centra en les relacions entre diferents entitats, mentre que els DSD se centren en les relacions dels elements dins d'una entitat i permeten als usuaris veure completament els vincles i les relacions entre cada entitat.